# Tennevoll
Tennevoll è un villaggio della Norvegia, situato nella municipalità di Lavangen, nella contea di Troms.
| Controllo di autorità | VIAF (EN) 304747957 |